# Comuna Ivașcenkove, Hluhiv
Ivașcenkove (în ucraineană Іващенкове) este o comună în raionul Hluhiv, regiunea Sumî, Ucraina, formată din satele Ivașcenkove (reședința), Krîvenkove și Șakutivșciîna.

## Demografie
Componența lingvistică a comunei Ivașcenkove
     Ucraineană (96,25%)
     Rusă (3,75%)
Conform recensământului din 2001, majoritatea populației comunei Ivașcenkove era vorbitoare de ucraineană (96,25%), existând în minoritate și vorbitori de rusă (3,75%).